# Banara
Genre
Classification APG III (2009)
Banara est un genre de plantes à fleurs de la famille des Salicaceae, et qui comprend 35 espèces d'arbres. 
L'espèce type est Banara guianensis Aubl.

## Liste d'espèces
Selon World Flora Online (WFO) (20 déc. 2021) :
- Banara acunae Borhidi & O.Muñiz
- Banara arguta Briq.
- Banara axilliflora Sleumer
- Banara boliviana M.Nee
- Banara brasiliensis (Schott) Benth.
- Banara brittonii Roíg
- Banara caymanensis Proctor
- Banara cordifolia Urb. & Ekman
- Banara domingensis Benth.
- Banara excisa Urb. & Ekman
- Banara glauca (Kunth) Benth.
- Banara guianensis Aubl.
- Banara ibaguensis Tul.
- Banara kuhlmannii (Sleumer) Sleumer
- Banara larensis Steyerm.
- Banara leptophylla Urb. & Ekman
- Banara minutiflora (A.Rich.) Sleumer
- Banara nitida Spruce ex Benth.
- Banara orinocensis (Cuatrec.) Sleumer
- Banara parviflora (A.Gray) Benth.
- Banara portoricensis Krug & Urb.
- Banara quinquenervis Urb. & Ekman
- Banara regia Sandwith
- Banara riparia Sleumer
- Banara riscoi Borhidi & O.Muñiz
- Banara saxicola Urb. & Ekman
- Banara selleana Urb. & Ekman
- Banara serrata (Vell.) Warb.
- Banara splendens Urb.
- Banara tomentosa Clos
- Banara trinitatis Sleumer
- Banara ulmifolia (Kunth) Benth.
- Banara umbraticola Arechav.
- Banara vanderbiltii Urb.
- Banara wilsonii Alain

## Diagnose
En 1775, le botaniste Aublet propose la diagnose suivante : 
« BANARA. (Tabula 217.)

CAL. Perianthium monophyllum, ſexpartiturn, non deciduum, laciniis ſubrotundum. 
COR. Petala ſex, flava, ſubrotunda, concava, calice triplo majorat infra diſcum ſerta. 
STAM. Filament a quindecim & ampliùs, longitudine petalorum, ad ambitum diſci inſerta. Antheræ ſubrotundæ, emarginatæ, biloculares. 
PIST. Germen orbiculatum, diſco inſidens. STYLUs longitudine ſtaminum. Stigma capitatum. 
PER. Bacca globoſa, vix ſucculenta, nigra, ſtylo non deciduo terminata, unilocularis. 

SEM. plurima, minima, angulata, ſtriata, nigra. »
— Fusée-Aublet, 1775.